# Környezeti monitorozás
Környezeti monitorozás az informatika fejlődésével alakult ki. A folyamatosan fejlődő technika lehetővé tette környezetünk megfigyelését. Így lehetőséget adott arra, hogy felmérjük a Föld környezeti állapotát.

## Okai
A Föld népessége az 1800-as évek elejéhez képest több mint nyolcszorosára nőtt, ezért az ipari termelés több mint a százszorosára növekedett. A Föld azon képessége, hogy emberi és más létformákat tartson el, jelentősen lecsökkent. Az erdőterülete közel hatmillió négyzetkilométerrel
csökkent és a vízfelhasználás a harmincszorosára növekedett. Ennek következtében a levegő, a talaj, az édesvizek és az óceánok szennyeződése
súlyos és állandó fenyegetéssé vált, globális természetű és így globális cselekvést igényel ↔ a lokális cselekvések szervezett, orientált együttese.
Ezért az embereknek folyamatosan rendelkezésre kell, hogy álljanak a természeti elemek ellenőrzéséhez és a korrigálásukhoz szükséges információk
Az egyes nemzetek környezeti állapotáról, változásáról az információk, a szennyezés kibocsátás adatai kölcsönösen egymás rendelkezésére álljanak.
Világméretű, egységes rendszerben kiépített folyamatos megfigyelőrendszer kell. A kulcsfontosságú “környezeti” paraméterek kiválasztására, az országos megfigyelő és adatközpontok, információs hálózatok kiépítése elengedhetetlen.

## Fogalma
A "környezet" az élő szervezeteket (pl. az egyes embereket, embercsoportokat vagy más élőlényeket) körülvevő fizikai, kémiai és biológiai körülmények összessége. Lehet természetes (a talaj, a víz, a levegő és a táj ) és mesterséges (vagy más néven épített) környezet.
Tágabb értelemben a környezet azon személyek, tárgyak összessége, akik/amik valakit körülvesznek, közelében vannak, akikkel/amikkel valaki állandóan együtt él vagy állandóan érintkezik. A biológiai környezet az élőlény életfeltételeit megszabó, az élőlényre ható külső tényezők összessége.
"Environment is everything that isn't me" - Albert Einstein
A környezeti monitorozás a természetes vagy mesterséges környezet állapotában bekövetkező esetleges változások nyomon követésére kidolgozott, objektív mérésen alapuló rendszeres információ-gyűjtést, feldolgozást és adattovábbítást jelenti.
- alapfeltétele az alapállapot rögzítése: már meglévő adatok összegyűjtése (szakirodalmi, hivatali, múzeumi, levéltári stb.), folyamatos monitorozással
- A környezet egy, vagy több eleméről szolgáltatott adatok alapján:
  - a környezetben végbemenő változások nyomon követhetők
  - a környezet-változás prognosztizálására szolgáló környezetmodellezés segítségével becsülhetők

## Tárgya
Az emberi tevékenység hatása a környezetre (I) az adott terület népességétől (P), az egy főre jutó energia-felhasználástól (E), az energiának attól a hányadától, amely nem használható fel újra (N) az alábbi egyenlettel írható le:
I = ( P * E ) + ( P * E * N)
- a Föld népessége folyamatosan nő
- az egy főre jutó energia-felhasználás folyamatosan nő

## Feladata
A környezeti monitorozás feladatai közé tartozik a szennyező és hulladék anyagok keletkezésének feltárása, a globális környezeti változás hatása a környezet elemeire, a környezeti változások nyomon követésére készített matematikai modellek paramétereinek az ellenőrzése, adatszolgáltatást megelőző intézkedésekhez (pl. havária, stb.), valamint az adatszolgáltatás a környezet állapotértékeléshez

## Eszközei
A környezet jellemzésére szolgáló minőségi és mennyiségi analízisre alkalmas módszerek és berendezések összessége, amelyek működtethetők szakaszosan (időszakosan ismétlődő), illetve folyamatosan.

### Háromszintű monitor-rendszer
A vizsgált környezeti elem és a vizsgálati (mérő) eszköz közötti távolság függvényében három rendszert különböztetünk meg, az űr (szatellit), a légi, valamint a földi ( telepített vagy mobil) monitor rendszer.

## Műholdak

### LandsatTM5 és LandsatTM7 műhold
- fellövés éve: 1984 (TM5), ill. 1999 (TM7)
- pályamagasság: 705,3 km
- pályatípus: kör alakú, napszinkron
- egy keringés ideje: 98,9 perc (14/nap)
- Egyenlítői áthaladás: 9:45 de (TM5), ill. 10:00 de ± 15 perc
- visszatérési idő: 16 nap az Egyenlítőnél, 8 nap 60° szélességeken.
- terület: 185*185 km.

### A SPOT műholdak pálya adatai
- pályamagasság: 832 km
- pályatípus: kör alakú, napszinkron
- egy keringés ideje: 101 perc (14/nap)
- Egyenlítői áthaladás: 10:30 de leszálló ágban
- visszatérési idő: 2-26 nap
- inklináció: 98° (közel poláris pálya)
- terület: 60*60 km.

## Azűrmonitor rendszerelőnyei
- relatíve olcsó az adatgyűjtés és kevés munkaerőt igényel
- a gyors adatgyűjtés ”naprakész” információt biztosít
- jó térbeli, időbeli mintavételezésű adatrendszert biztosít
- nagy területekről kapunk homogén adathalmazt
- a digitális felvételek számítógéppel feldolgozhatók

## Alkalmazások
- a légszennyezés vizsgálatára
- a felszíni vizek vegyi- és hőszennyezésének vizsgálatára
- eutrofizálódás, feliszaposodás és algásodás vizsgálatára
- szennyvíz-, és hordalék kiáramlási csóvák felderítésére
- ipari létesítmények környezetromboló hatásának vizsgálatára
- károsodott területek rekultivációjának tervezéséhez
- városi területek hőháztartásának vizsgálatára
- közlekedési vonalak légszennyezettségének vizsgálatára
- zöldterületek állapotvizsgálatára
- hulladéklerakó helyek környezetkárosító hatásának vizsgálatára
- továbbá hatósági ellenőrzésre valamennyi részterületen